# Zilte greppelrus
Zilte greppelrus (Juncus ambiguus, synoniem: Juncus ranarius, Juncus bufonius subsp. ambiguus, Juncus bufonius subsp. ranarius, Juncus hybridus) is een eenjarige plant uit de russenfamilie (Juncaceae). Zilte greppelrus komt voor in de koele gematigde streken van het noordelijk halfrond. De soort staat op de Nederlandse Rode lijst van planten als vrij zeldzaam en stabiel of toegenomen. Het aantal chromosomen is 2n = 34.
De zilte greppelrus lijkt veel op de greppelrus. De binnenste bloemdekbladen van de zilte greppelrus hebben een afgeronde top, zijn iets korter tot weinig langer dan de vrucht en de bloemen staan in groepjes van 2 -3. De binnenste bloemdekbladen van de greppelrus zijn lang toegespitst en veel langer dan de vrucht, terwijl het merendeel van de bloemen alleenstaand zijn.
De plant wordt  5 - 80 cm hoog. De vaak wat gedrongen, meest ronde stengels zijn dikwijls aan de voet rood aangelopen en staan opgericht of zijn vaak opstijgend tot min of meer liggend.
Zilte greppelrus bloeit van juni tot in augustus met donkerbruine bloemdekbladen. De binnenste bloemdekbladen hebben een afgeronde, soms kort stekelpuntige top en zijn iets korter tot weinig langer dan de vrucht. Het merendeel van de bloemen staan in groepjes van 2 - 3, maar niet op dezelfde hoogte. De helmknop is 2 - 3 keer zo lang als de helmdraad. De stijl, zonder de stempels, is ongeveer even lang als het vruchtbeginsel. Van de stijl blijft slechts een zeer klein puntje op de top van de rijpe vrucht achter.
De vrucht is een 3,5 - 5 mm lange doosvrucht met bovenaan afgeknotte bracteolen. Het ovale tot tonvormige zaad is  0,3 - 0,5 mm groot.

## Ecologie en verspreiding
Zilte greppelrus wordt aangetroffen op open, zonnige plaatsen op drooggevallen, maar natte, voedselrijke en stikstofarme, meestal brakke tot zilte, verdichte zand- en kleigrond. De groen overwinterende en wat gedrongen plant groeit als pionier in recent afgesloten strandvlakten en duinvalleien, langs oevers van nieuw gegraven duinplassen, in pas ingedijkte polders en tijdelijk overstroomde laagten in graslanden. Verder langs droogvallende greppels in weilanden, op hoge kwelders en ingedijkte kwelders, langs veedrinkputten, kreken en sloten en op opgespoten grond. Nederland valt geheel binnen het Europese deel van het areaal van deze bewoner van de koel-gematigde streken van het noordelijk halfrond. De soort is in Nederland plaatselijk vrij algemeen in het hele kustgebied, zeldzaam in het oostelijke rivierengebied en rond het IJsselmeer en is elders zeer zeldzaam.

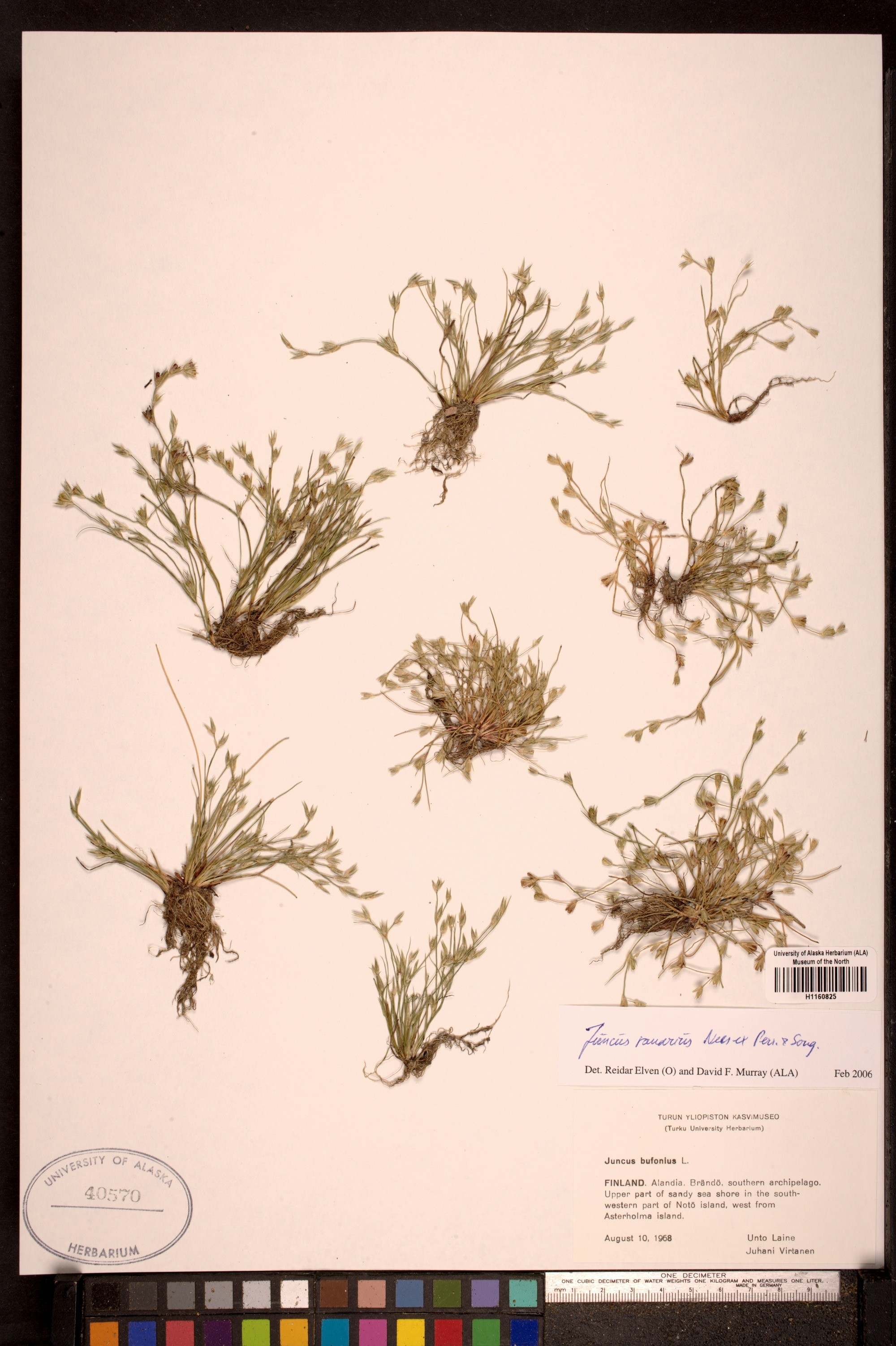
Herbarium
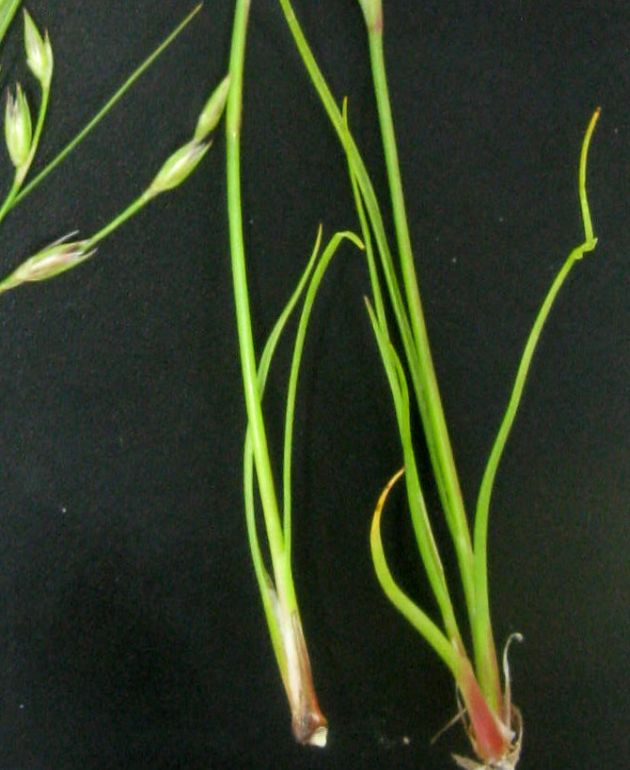
Stengel
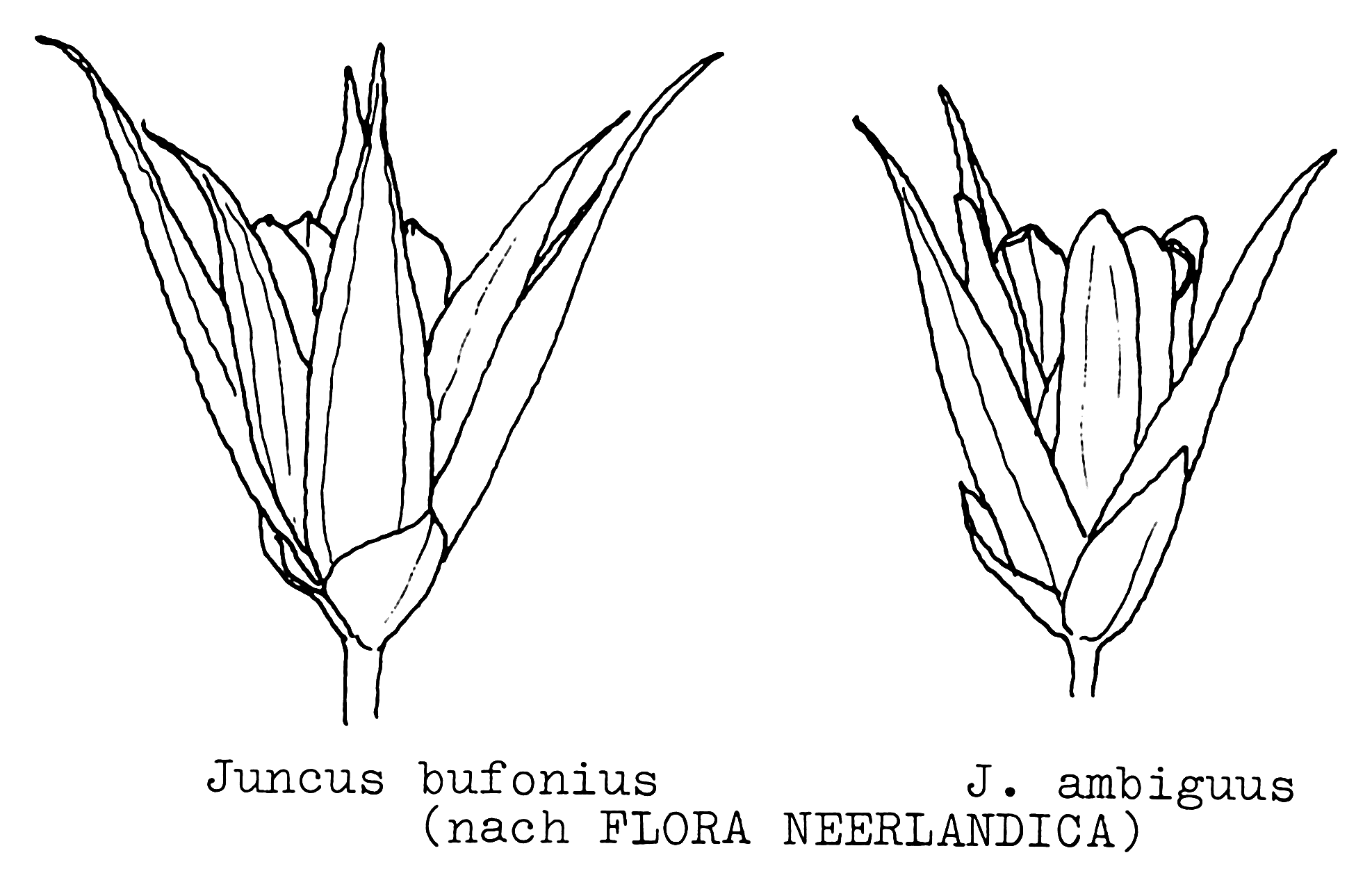
Greppelrus (links), Zilte greppelrus (rechts)
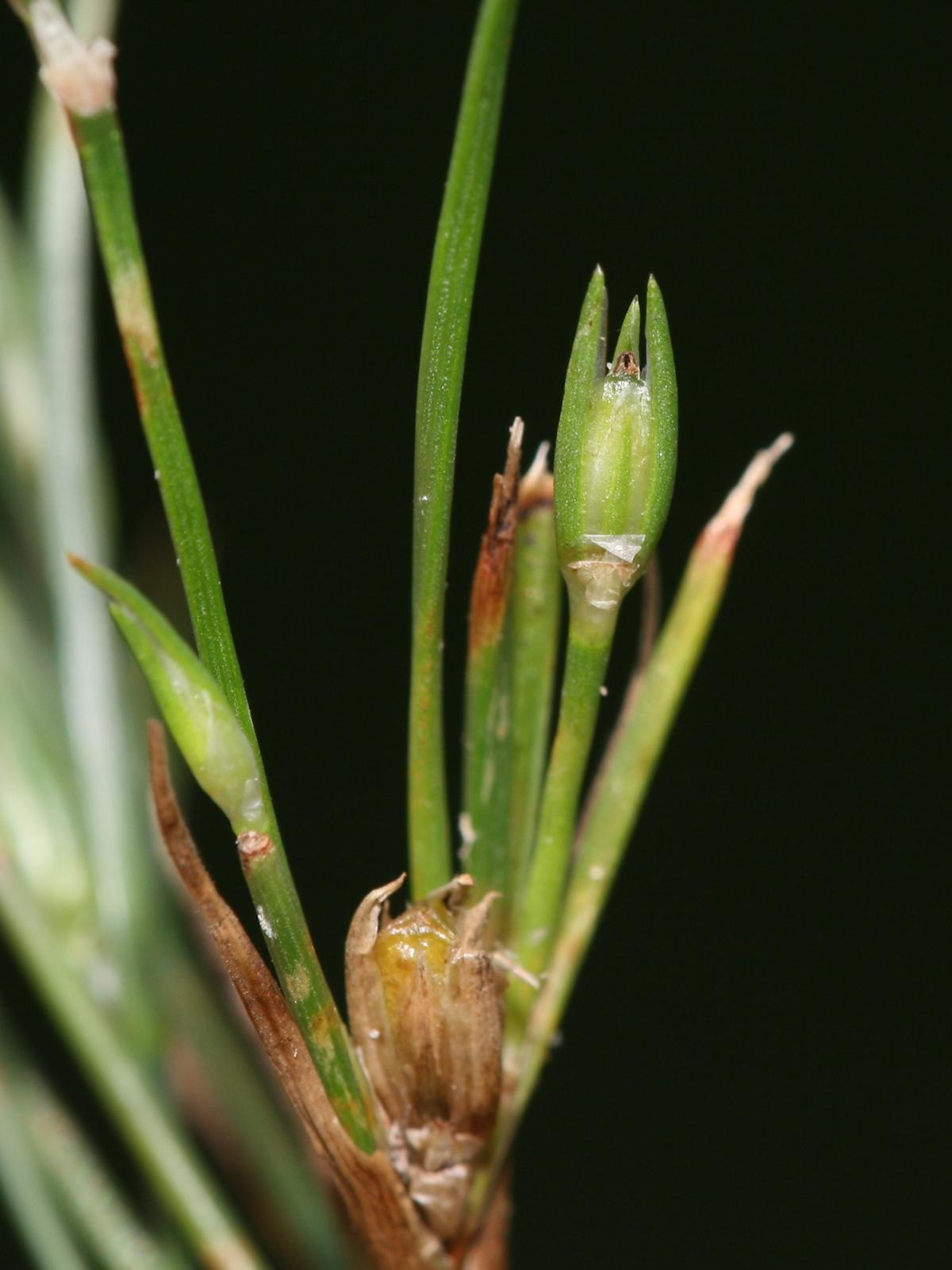
Bloem